# マグネシウム硫黄二次電池
マグネシウム硫黄二次電池（マグネシウムいおうにじでんち、英: magnesium - sulfur  rechargeable battery）とは、マグネシウムと硫黄を使った二次電池で、電解質中のマグネシウムイオンが電気伝導を担う二次電池である。正極には有機硫黄などを用い、負極にマグネシウムを使うことが想定されている。

## 概要
このマグネシウム硫黄二次電池は、マグネシウムが負極にあることで充電され、マグネシウムイオンが正極と反応することで放電される。マグネシウムイオンはリチウムイオンと大きさはほぼ同じだが、1価のリチウムイオンとは違い、2価のイオンを運び、貯蔵することが出来るので、エネルギー密度を大きく高めることが出来る。エネルギー密度は、従来のリチウムイオン二次電池の約6 - 7倍と高く、マグネシウムは豊富で安価な資源であり、硫黄も石油精製時に生じる副産物なので、資源を有効活用できるという利点もある。
しかし、有機電解液を利用する既存の電池に硫黄正極を使うと、放電に伴い硫黄正極が有機電解液へ溶出し、放電と充電を繰り返すことで蓄電性能が著しく劣化してしまう。この問題を解決すべく、世界中で有機電解液に替わる固体電解質の研究が進められている。